# 津軽びいどろ
津軽びいどろ（つがるびいどろ）は、青森県津軽地方で生産されているガラス細工の工芸品である。主な製品にグラス、盃、箸置き、花瓶、オイルランプ、オーナメントなどがある。

## 歴史
昭和初期、津軽地方では漁業用のガラス製浮き玉を製造してる会社が複数あり、1973年（昭和48年）には北洋硝子が生産高国内トップになるほど盛んに製造された。しかし、浮き玉がプラスチック製になるにつれて、ガラス製浮き玉の需要が激減した。1977年（昭和52年）、北洋硝子が浮玉製造で培われた宙吹きの技術を用いて、花器などを生産するようになった。やがて、成型技術と色ガラスを合わせた工芸品として、『津軽びいどろ』が誕生した。
津軽びいどろの特徴の一つが絵付けなどを行わずに、色ガラスにこだわり、多種にわたる色味を再現していることである。なかでも七里長浜の砂とガラスが混ざって産み出される緑色は代表的な色合いといえる。
1996年（平成8年）青森県の伝統工芸品に指定される。

## 製法
色ガラスは調合した原料を坩堝に入れて約1,500度で溶融した後、溶融したガラスを細かく砕いて作られる。坩堝の中のガラスを吹き棹の先端に巻取り、もう一方の端から息を吹き込んで膨らませながら形を整える。成形炉で再加熱しながら、色ガラスや色ガラスのフリットを重ねる。装飾を行いつつ、形を整えながら金型に入れ、吹き込んで成形する。
ガラス素地を金型に入れて回転させてガラスを金型に沿った形に仕上げる「スピン成型」や、金箔や色ガラスを重ねて箸やピンセットなどの道具を使って形を整える「オーナメント成型」といった技術も用いられる。